# Pier-André Côté
Pier-André Côté (* 24. April 1997 in Gaspé, auch Pier-André Coté) ist ein kanadischer Radrennfahrer.

## Sportlicher Werdegang
Bereits als Junior erzielte Côté erste Erfolge: er wurde Kanadischer Meister im Zeitfahren und gewann im UCI Men Juniors Nations’ Cup eine Etappe der Tour de l’Abitibi. 2017 wurde er Mitglied im UCI Continental Team Silber Pro Cycling und gewann die nationalem Meisterschaften im Kriterium. In der Folgesaison gewann er zwei Etappen der Tour de Beauce.
Zur Saison 2019 wechselte er in das UCI ProTeam Rally Cycling. Die ersten Erfolge für sein neues Team erzielte er beim Grand Prix Cycliste de Saguenay im Jahr 2019, als er drei Etappen für sich entscheiden konnte. Nach zwei Jahren ohne Sieg fügte er in der Saison 2022 den Grand Prix Criquielion seinem Palmarès hinzu. Im Juni 2022 wurde er erstmals Kanadischer Meister im Straßenrennen. 2023 wurde er Panamerikanischer Meister im Straßenrennen.
Nachdem sein Team nach der Saison 2023 aufgelöst worden war, wechselte Côté 2024 in die Israel Premier Tech Academy, wurde aber etwa die Hälfte aller Renntage für Israel-Premier Tech eingesetzt. Dabei konnte er sich mehrfach in den Top 10 platzieren, unter anderem als Fünfter der Kroatien-Rundfahrt. Zur Saison 2025 erhielt er einen festen Vertrag beim UCI ProTeam.

## Erfolge
2014
- Kanadischer Meister – Einzelzeitfahren (Junioren)

2015
- eine Etappe Tour de l’Abitibi

2017
- Kanadischer Meister – Kriterium

2018
- zwei Etappen Tour de Beauce

2019
- drei Etappen Grand Prix Cycliste de Saguenay

2022
- Grand Prix Criquielion
- Kanadischer Meister – Straßenrennen

2023
- Panamerikanische Meister – Straßenrennen

2024
- Kanadischer Meister – Einzelzeitfahren